# شورای بین‌المللی موسیقی
شورای بین المللی موسیقی (IMC) در سال ۱۹۴۹ به عنوان نهاد شورایی یونسکو در جستار موسیقی ایجاد شد. این مرکز در پایگاه یونسکو در پاریس، فرانسه مستقر است، به عنوان یک سازمان بین المللی غیردولتی ناوابسته هدف اصلی آن تسهیل توسعه و ترویج موسیقی بین المللی است.
IMC در حال حاضر متشکل از ۱۲۰ عضو است که به چهار دسته تقسیم می‌شوند (شورای ملی موسیقی، سازمان‌های بین المللی موسیقی، سازمان‌های موسیقی منطقه ای، سازمان‌های ملی و تخصصی در زمینه هنر و فرهنگ). این شورا توسط شوراهای منطقه ای در اروپا، آفریقا و قاره آمریکا نمایندگی می‌شود. وظیفه آنها توسعه و حمایت از برنامه‌هایی است که به‌طور خاص متناسب با نیازهای اعضا و شرکای IMC در منطقه آنها طراحی شده است.